# Колчин, Александр Александрович
Александр Александрович Колчин (1922—1973) — старший сержант Рабоче-крестьянской Красной Армии, участник Великой Отечественной войны, Герой Советского Союза (1944).

## Биография
Родился 5 сентября 1922 года в городе Новая Ладога (ныне — Ленинградская область). Окончил семь классов школы, затем три курсы горно-металлургического техникума в Риддере. В октябре 1942 года был призван на службу в Рабоче-крестьянскую Красную Армию. С июля 1943 года — на фронтах Великой Отечественной войны, был линейным надсмотрщиком телеграфно-кабельной роты 79-го отдельного полка связи 47-й армии Воронежского фронта. Отличился во время битвы за Днепр.
Когда в ночь с 18 на 19 октября 1943 года в результате близкого разрыва немецкого снаряда была перебита линия связи между командованием армии и частями на западном берегу, Александр Колчин, не дожидаясь приказа, сел в лодку и приступил к поискам концов разорванного провода. Во время вражеского обстрела лодка затонула, и он продолжил поиски вплавь. Он находился в холодной воде около получаса, сумев обнаружить оба конца и восстановить связь. 20 октября 1943 года под непрерывными авианалётами исправлял выходящую из строя линию связи на наблюдательном пункте командующего армией и переправе через Днепр, благодаря чему была обеспечена бесперебойная связь.
Указом Президиума Верховного Совета СССР «О присвоении звания Героя Советского Союза генералам, офицерскому, сержантскому и рядовому составу Красной Армии» от 10 января 1944 года за «образцовое выполнение боевых заданий командования на фронте борьбы с немецко-фашистскими захватчиками и проявленные при этом отвагу и геройство» был удостоен высокого звания Героя Советского Союза с вручением ордена Ленина и медали «Золотая Звезда» за номером 3049.
В 1946 году был демобилизован в звании старшего сержанта. Проживал в Ленинграде. После окончания курсов буровых мастеров работал сначала старшим буровым мастером, затем старшим инженером-геологом, начальником геологической партии. 

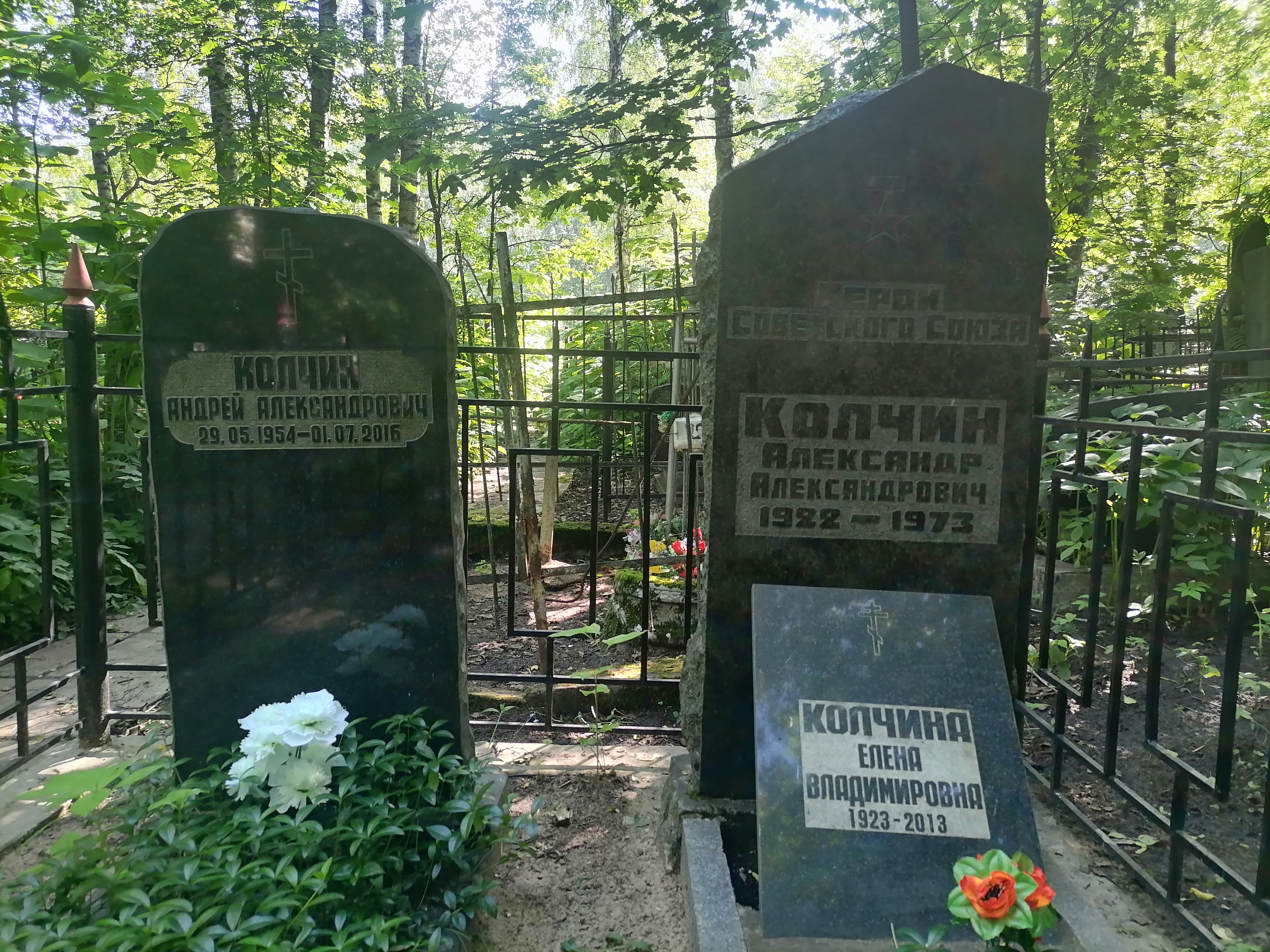
Могила на Большеохтинском кладбище

Скончался 14 июня 1973 года, похоронен на Большеохтинском кладбище (Ирбитская дорожка) в Санкт-Петербурге.
Был также награждён рядом медалей.

## Дополнительная информация
- 7,62-мм винтовка обр. 1891/30 г. Героя Советского Союза А. А. Колчина стала экспонатом Центрального музея вооружённых сил СССР[3]